# Rolling Hills Estates
Pour les articles homonymes, voir Rolling Hills.
Rolling Hills Estates est une municipalité située dans le comté de Los Angeles, dans l'État de Californie, aux États-Unis. Au recensement de 2000 sa population était de 7 676 habitants.

## Géographie
Selon le Bureau de Recensement, elle a une superficie de 9,3 km2, dont 0,1 km2 de plans d'eau, soit 0,56 % du total.

## Démographie
| 1960  | 1970  | 1980  | 1990  | 2000  | 2010  |
| ----- | ----- | ----- | ----- | ----- | ----- |
| 3 941 | 6 735 | 7 701 | 7 789 | 7 676 | 8 067 |